# 曹钟梁
曹钟梁（1910年—2006年），男，四川江津人，中华人民共和国医学家、政治人物，曾任四川省政协副主席，第三、四、五届全国人大代表，第六届全国政协委员。